# Chaetocneme denitza
Chaetocneme denitza là một loài bướm ngày thuộc họ Bướm nhảy (Hesperiidae). Chúng là loài đặc hữu của Australia.

## Hình ảnh

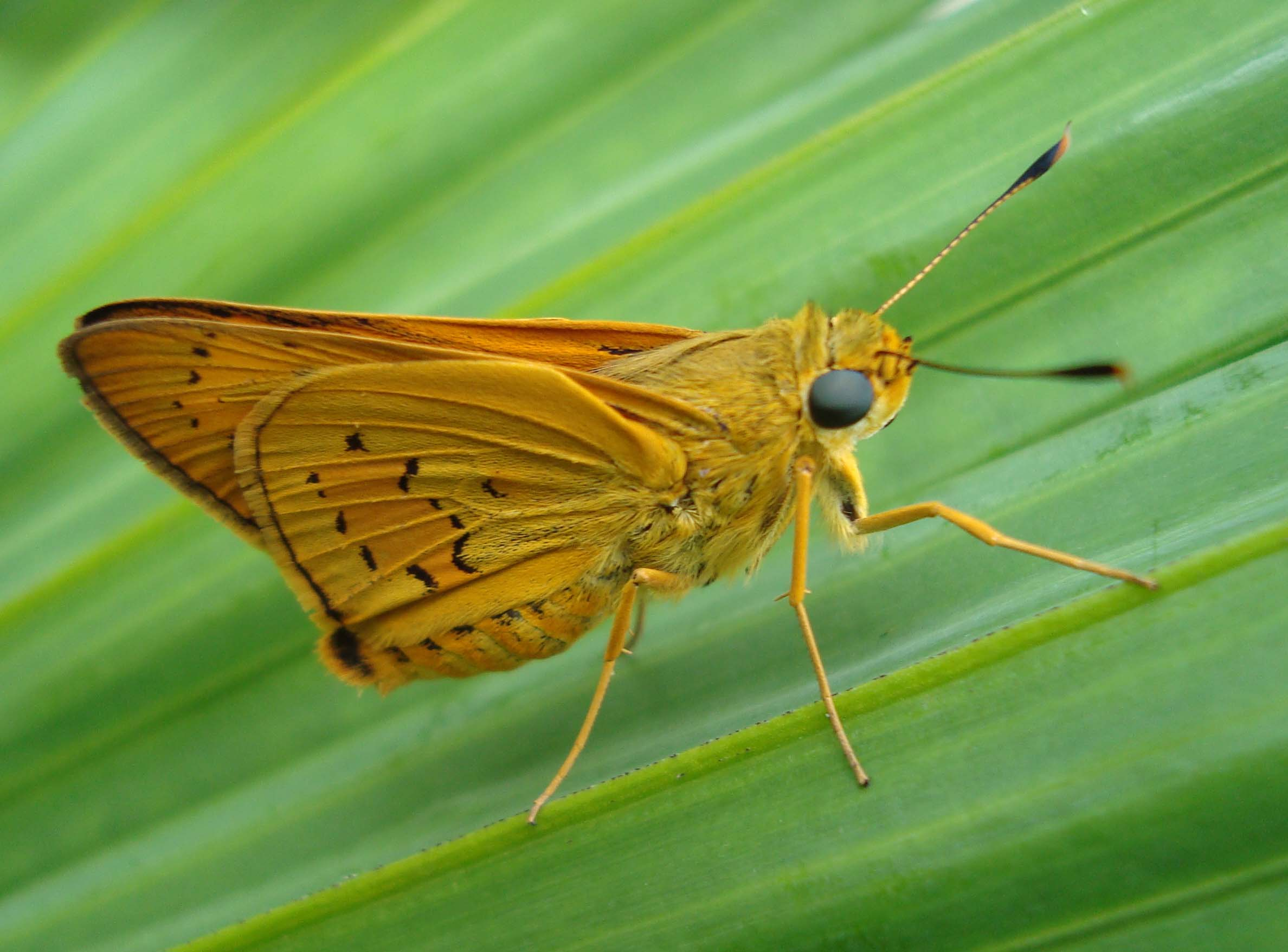
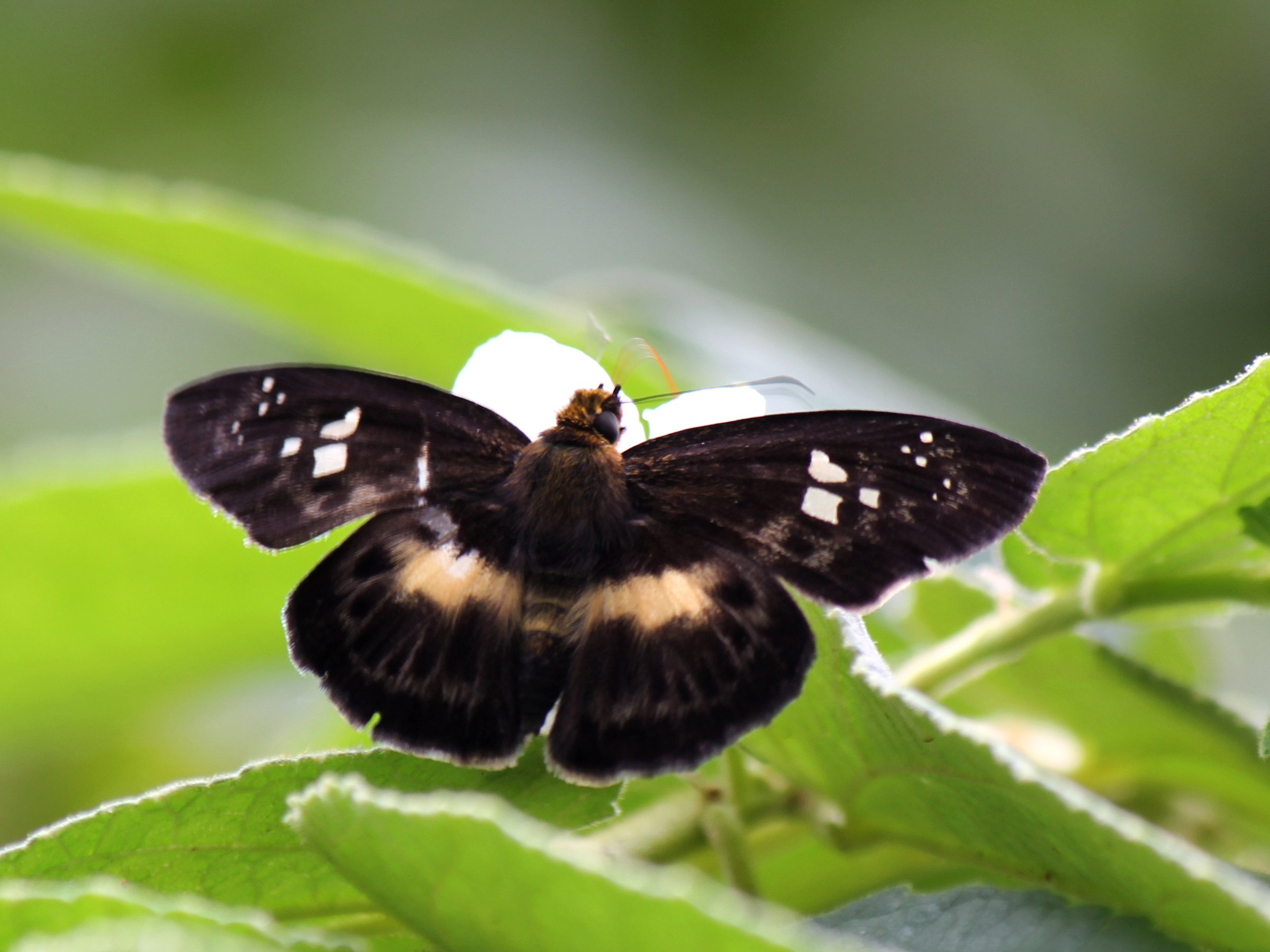
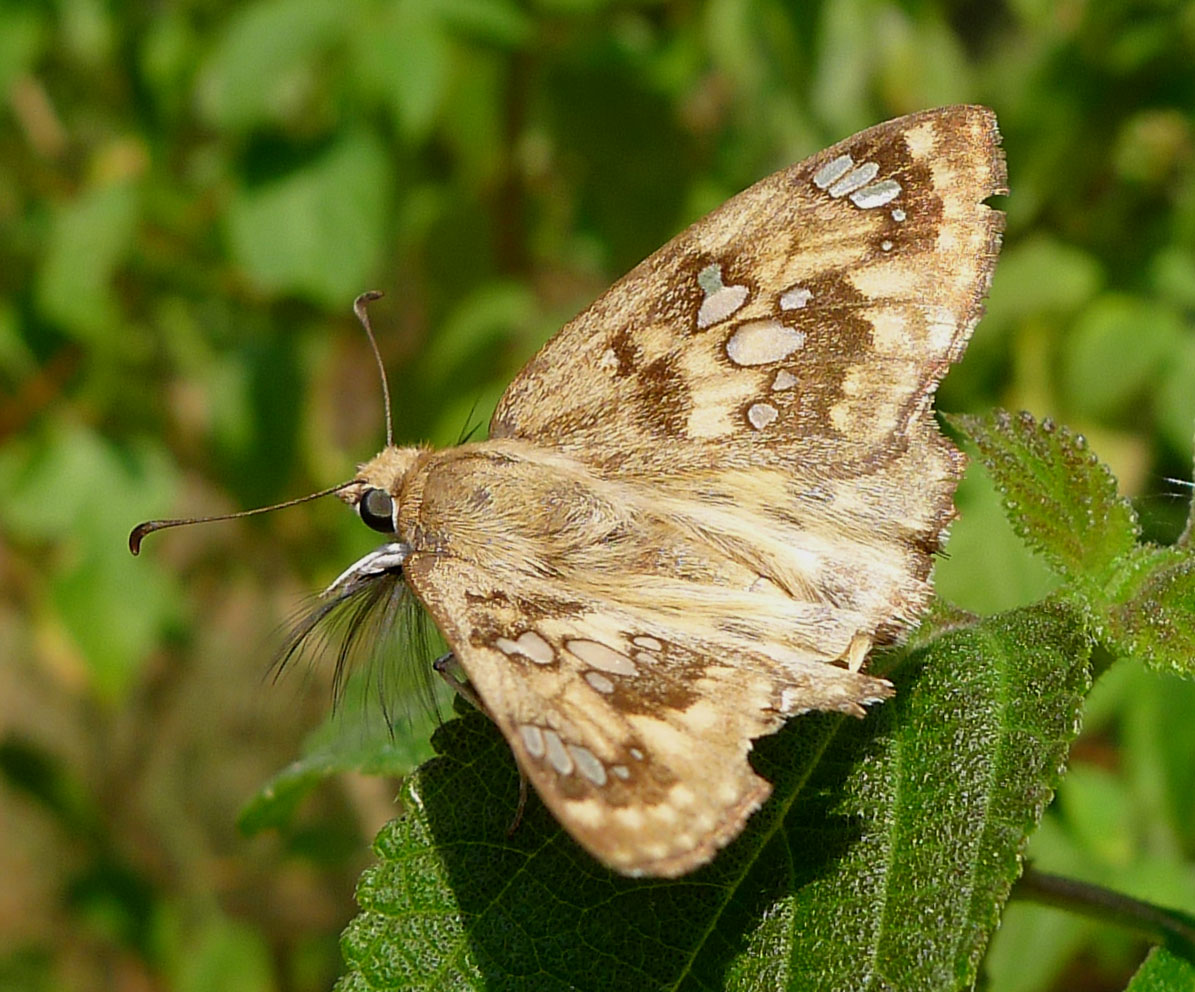
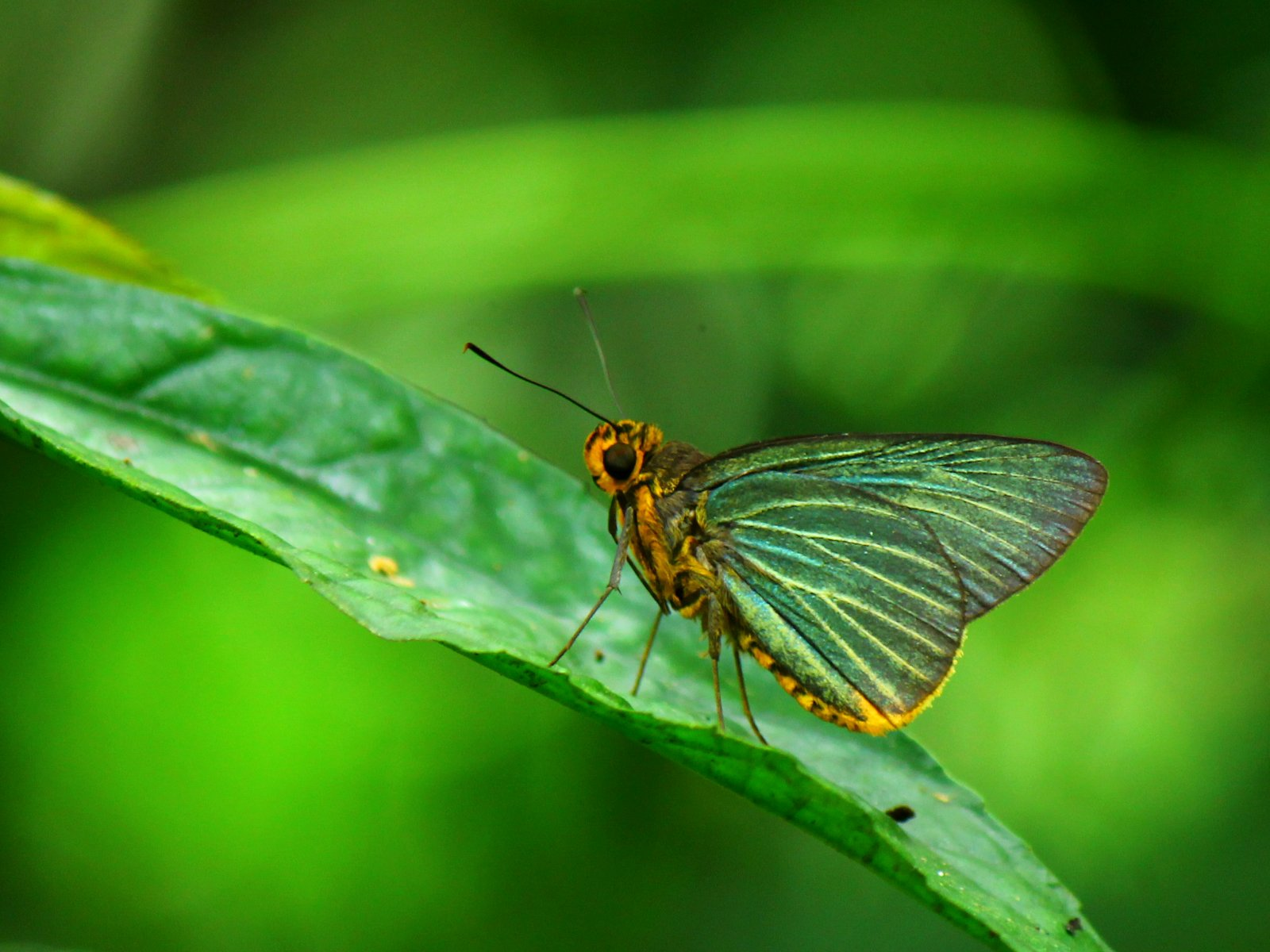